# Falcileptoneta aichiensis
Falcileptoneta aichiensis là một loài nhện trong họ Leptonetidae.
Loài này thuộc chi Falcileptoneta. Falcileptoneta aichiensis được miêu tả năm 2007 bởi Irie & Ono.